# 龍崎区
龍崎区（ロンチー/りゅうき/たつざき-く）は台南市の市轄区。

## 地理
龍崎区は台南市の東南端に位置し、北は新化区と、東は左鎮区、高雄市内門区と、西は関廟区と、南は高雄市田寮区とそれぞれ接している。阿里山山脈の末端に位置し、郷内は海抜80から350mの丘陵地帯が広がり、東高西低の地勢となっている。

## 歴史
旧称は「番社」であり、西拉雅族新港社人は龍崎郷の大坪、牛埔一帯に移住したことから命名された。清代は台湾県新豊里に帰属し、道光年間に「内新豊里」と改称された。日本統治時代初期は内新豊里を2区に分けて管理していたが、1920年の台湾地方改制の際、2区の名称である「龍船」と「崎頂」の文字を組み合わせ、読みも内地風の「龍崎（たつざき）」と改称、台南州新豊郡管轄の「龍崎庄」とした。台湾の中華民国への編入後は台南県龍崎郷と改められ、2010年12月25日に台南県が台南市に編入されたことに伴って龍崎区となり、現在に至る。

## 行政区
| 里                                                             |
| -------------------------------------------------------------- |
| 大坪里、中坑里、石𥕢里、楠坑里、龍船里、土崎里、牛埔里、崎頂里 |

## 歴代区長
| 代 | 氏名 | 退任日 |
| -- | ---- | ------ |

## 教育

### 国民中学
- 台南市立龍崎国民中学

### 国民小学
- 台南市立龍崎国民小学
- 台南市立龍崎国民小学龍船分校
- 台南市立龍崎国民小学土崎分校

## 交通
| 種別 | 路線名称 | その他 |
| ---- | -------- | ------ |

## 観光

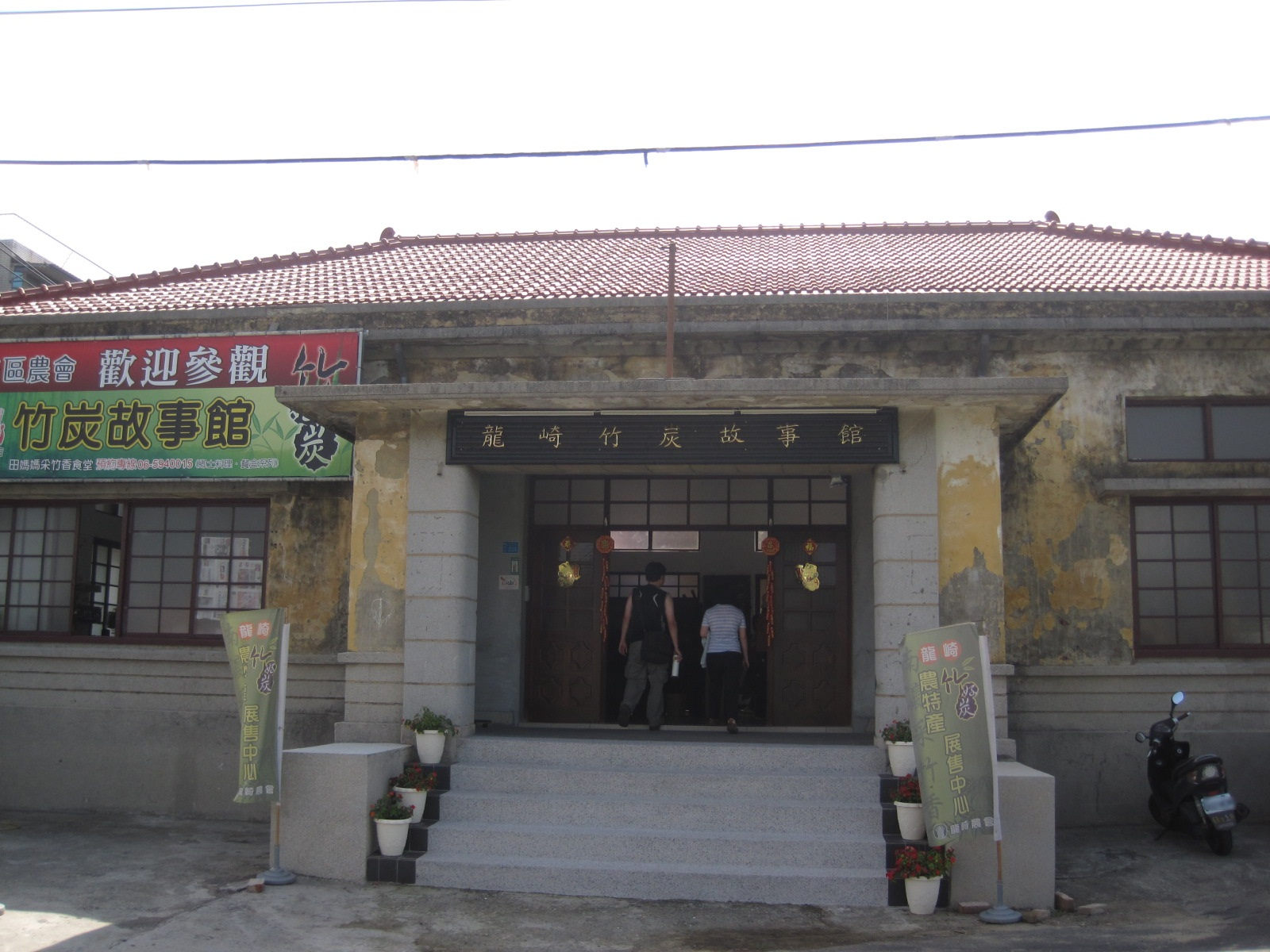
龍崎竹炭故事館（旧龍崎郷役所）

- 龍崎清水宮
- 烏龍水
- 窩鏡窓
- 竜船窩
- 牛埔湖
- 大坑休閑農場
- 牛埔泥岩水土保持教学園区
- 虎形山公園
- 竜崎竹炭故事館（旧竜崎郷役所）